# 악어 (1996년 영화)
《악어》는 1996년 대한민국 영화이다. 김기덕 감독의 감독 데뷔작으로, 배우 조재현이 주인공인 용패(악어) 역으로 출연했다.

## 출연
- 조재현 - 용패 (악어)
- 전무송 - 할아버지
- 안재홍 - 앵벌이 소년
- 우운경 - 현정
- 양동재 - 준호
- 조원영
- 최태은
- 이홍수
- 송금식
- 박세범
- 현소야
- 박영신
- 주호성
- 한태일
- 한명환
- 김광석

## 제작진
- 제작 - 김병수
- 기획 - 프러덕션 전인방
- 각본 - 김기덕
- 감독 - 김기덕
- 촬영 - 이동삼
- 조명 - 김성구
- 편집 - 박곡지
- 음악 - 이문희
- 미술 - 김기덕
- 동시녹음 - 이무섭
- 분장 - 성미자
- 특수장비 - 영상시대
- 스틸 - 노환곤, 김재형
- 기록 - 이선경, 김숙양
- 조감독 - 기운석, 이영국

## 일화
처음 감독을 맡게 된 김기덕은 미술 소품을 사러갔다가 촬영 현장에 늦게 도착하자 제작자에게 구타를 당했다고 고백했다.